# Plaza de la Paz (Santa Cruz de Tenerife)
La plaza de la Paz, emplazada en Santa Cruz de Tenerife (Tenerife, Canarias, España), es una plaza situada en la confluencia de las ramblas de Pulido y de Santa Cruz y las avenidas Islas Canarias y Asuncionistas cuyo elemento más característico es la fuente homónima que alberga en su centro.

## Historia
La plaza fue construida en el año 1870 en la encrucijada de Cuatro Caminos. El actual nombre tiene su origen en el año 1918, cuando el alcalde Esteban Mandillo modificó el nombre en honor a la finalización de la I Guerra Mundial. En la década de los 20, bajo el mandato de este mismo alcalde, la plaza contaba con jardines y algunos bancos en su interior.
Además, este enclave urbano ha sido testigo de los cambios urbanísticos y de las transformaciones que han ocurrido en Santa Cruz durante los últimos 90 años. Muestra de ello es que la incorporación de nuevos carriles en las vías de su alrededor propició que a principios del siglo XX sus dimensiones se vieran reducidas a una pequeña rotonda ajardinada con una fuente en su interior. Asimismo fue la pionera en contar con la primera fuente luminosa que tuvo la ciudad.

## Actualidad
Cabe destacar las reformas que se hicieron en esta plaza con motivo de las obras del tranvía, que motivó un cambio en la ubicación de la fuente, incorporándose esta hacia el lado de la Rambla para no obstaculizar el recorrido de dicho transporte. El 3 de mayo de 2007 se inauguró la nueva fuente de la plaza de la Paz de reducidas dimensiones en comparación con la anterior con un sencillo diseño de piedra ensamblada como un puzle, obra del arquitecto Eustaquio Martínez. La actual fuente sigue manteniendo los efectos luminosos que incorporaba la antigua.
La plaza de la Paz es un lugar de encuentro para muchos ciudadanos ya que es el enclave elegido por los aficionados del Club Deportivo Tenerife para sus celebraciones y cabecera de muchas manifestaciones o reivindicaciones sociales que se organizan en la isla. Es de este modo para los santacruceros un auténtico punto de referencia para los grandes momentos históricos.
En una de las esquinas aledañas a la plaza se encuentra el Cine Víctor, así como una parada (La Paz) de la línea 1 del tranvía de Tenerife.